# Jason Watt
Jason Charles Watt (født 24. februar 1970) er en dansk racerkører.
Watt fik sin debut i motorsportsverdenen som 10-årig i 1980. Han blev bl.a. danmarksmester i karting i 1985 og nordisk mester i 1986, og i 1990 deltog han i VM i gokart. Efter 10 års kørsel i gokart skiftede Jason til Formel-biler i 1992, hvor han både fik debut i Formel Ford 1600-klassen og Formel Ford 1800-klassen.
Jason blev vinterseriemester i England i Vauxhall Lotus i året 1993. Allerede året efter fik den unge dansker sin anerkendelse og kunne kalde sig både verdens-, og engelskmester i Formel Ford (1994). Efterfølgende gav det stor respons til Jason og hans kommende karriere som professionel racerkører. Det blev også til et europamesterskab i Opel Lotus i 1995.
Men pludselig efter tre gode sæsoner i toppen af Formel 3000 (1997-1999) blev Jason Watt tvunget ud af sin internationale motorsportskarriere på grund af en tragisk motorcykelulykke i 1999. Ulykken kostede ham førligheden, og han er i dag lammet fra brystet og ned.
Jason, som ellers havde banet vej for et hop af stigen i sin karriere i motorsportsgrene som Formel 1- og Champ Car-serien (som bl.a. danske Ronnie Bremer har deltaget i), så det hele nu ikke så lyst ud mere. Watt kæmpede sig gennem sin hårde tid, genvandt lysten til race, og vendte i 2000 tilbage som racerkører i den danske motorsports superliga, Danish Touringcar Championship (DTC), i en håndbetjent racerbil med special-gearkasse, skifteknapper på rattet og håndbremse. Han skrev kontrakt med Peugeot Statoil Motorsport og stillede sammen med dem op i en Peugeot. Med imponerende genoptræning kørte Jason Watt sig i 2002 frem til et Danmarksmesterskab i DTC. Han blev samtidig den eneste person med handicap i verden som har vundet et nationalt mesterskab.
Efter ulykken blev Formel 1-muligheden udelukket, men Jason Watt har deltaget i både dansk og belgisk touringcar series derefter. I 2005 deltag han i det tyske VW Polocup og i 2006 i VW Fun Cup.
Karsten Ree, som bl.a. er en af de store navne bag Jason Watt, var til stor hjælp i Jasons Formel 3000-karriere, og igen i 2007 indgik Watt og Karsten Ree et samarbejde. Jason kører for Team Den Blå Avis med kammeraten og kollegaen Jan Magnussen.
Efter ulykken og hans comeback i motorsporten, fik han lyst til at fortælle sin livshistorie. Det gjorde han via selvbiografien Fordi Jeg Vil (2003). Han kan både skrive racerkører, forfatter, foredragsholder og tv-vært på sit cv.
Jason har lagt stemme til Ræson Rat i Disney Pixars film Biler, Biler 2 og Biler 3.
Jason har også sammen med Nicolas Kiesa været trænere ved syvende sæson af Zulu Djævleræs.

## Privatliv
Personligt er Jason far til tre. Har været gift tre gange, først med tv-værten Mai-Britt Vingsøe, som han har tvillinger med, parret blev skilt i 2003.
Anden gang med Sara Matthiesen i 2007, med hvem han har en søn.
Tredje gang var i 2016 med Majbrit Heidi Berthelsen, de blev skilt i 2023.